# Latin American Music Award
Latin American Music Award (Latin AMAs) — ежегодная премия американской музыки, которая представлена Telemundo. Это испаноязычный аналог Американской Музыкальной Награды (AMA), сделанная Dick Clark Productions. Как и AMA, определяются опросом публики и музыкальных покупателей. Первые латинские AMA дебютировали 8 октября 2015 года и были организованы Lucero.

## Церемонии
| Номер | Год  | Ведущий                                                                 | Место         |
| ----- | ---- | ----------------------------------------------------------------------- | ------------- |
| 01    | 2015 | Lucero                                                                  | Долби (театр) |
| 02    | 2016 | Lucero                                                                  | Долби (театр) |
| 03    | 2017 | Diego Boneta и Becky G                                                  | Долби (театр) |
| 04    | 2018 | Becky G, Gloria Trevi, Leslie Grace, Roselyn Sanchez и Aracely Arambula | Долби (театр) |

## Категории
| - Артист года - Артист-новичок года - Любимый Поп-/Рок- Женский Исполнитель - Любимый Поп-/Рок- Мужской Исполнитель - Любимый Поп-/Рок- Группа/Дуэт - Любимый Поп-/Рок- Артист-новичок - Любимый Поп-/Рок- Альбом - Любимая Поп-/Рок- Песня - Любимый Местный Мексиканский Артист - Любимый Местный Мексиканский Артист-новчиок - Любимый(ая) Местный(ая) Мексиканская(ая) Группа/Дуэт - Любимый Местный Мексиканский Альбом - Любимая Местная Мексиканская Песня | - Любимый Урбан- Артист - Любимый Урбан- Альбом - Любимый Урбан- Артист-новичок - Любимый(ая) Урбан- Группа/Дуэт - Любимый Тропикал-исполнитель - Любимый Тропикал- Артист-новичок - Любимый Тропикал- Альбом - Любимая Тропикал- Песня - Любимыя Коллаборация - Любимый Приглашённый Артист - Любимая Совместная Песня |

## Специальная награда

### Dick Clark Achievement Award
- 2017: Pitbull

## Записи

### Большинство номинаций
| Количество номинаций | Артист           |
| -------------------- | ---------------- |
| 15                   | Enrique Iglesias |
| 15                   | Nicky Jam        |
| 12                   | J Balvin         |
| 11                   | Малума           |
| 11                   | Shakira          |
| 9                    | Daddy Yankee     |
| 9                    | Prince Royce     |
| 9                    | Romeo Santos     |
| 8                    | Calibre 50       |
| 8                    | Juan Gabriel     |

### Большинство наград
| Награда | Артист                                  |
| ------- | --------------------------------------- |
| 13      | Enrique Iglesias                        |
| 10      | CNCO                                    |
| 6       | Prince Royce                            |
| 4       | J Balvin                                |
| 4       | Banda Sinaloense MS de Sergio Lizárraga |
| 3       | Wisin                                   |
| 3       | Becky G                                 |
| 3       | Nicky Jam                               |

## Дополнительные ссылки
- Официальный сайт на Facebook
- Официальный сайт в Instagram
- Официальный сайт в Twitter